# Inakappe Taishō
Inakappe Taishō (いなかっぺ大将) ist eine Mangareihe des Mangaka Noboru Kawasaki, die von 1968 bis 1972 in Japan erschien. Der Sport-Manga erzählt vom Aufstieg eines Jungen vom Land, der ein Judo-Meister werden will. Die Serie erfuhr eine Umsetzung als Anime-Fernsehserie, die auch auf Spanisch und Italienisch im Fernsehen gezeigt wurde.

## Inhalt
Der lebhafte Junge Dai-chan, Daizaemon Kaze, ist unter vielen Tieren im ländlichen Norden Japans aufgewachsen. Als sein Vater stirbt, geht er nach Tokio, wo er bei einem Freund seines Vaters Judo lernen will. Mit seiner traditionellen Kleidung fällt er in der Großstadt auf, und auch mit seiner Angewohnheit, zu tanzen sobald er Musik hört. Schnell freundet er sich mit der Tochter des Judo-Meisters an, Kikuko, und mit ihrer Katze Nyanko. Da das junge Mädchen bereits gut Judo beherrscht, bringt sie Dai viel bei. Und auch die Katze beherrscht Tricks und bringt sich im Training ein. Dai ist stets fröhlich und daher bei den Menschen um ihn beliebt, aber auch ernsthaft im Training. Und so lernt er die Kunst des Judo zu beherrschen und wächst zu einem standhaften und klugen Meister heran.

## Veröffentlichung
Die Serie erschien von 1968 bis 1972 im Magazin Shogakukan no Gakushū Zasshi bei Shogakukan. 1968 wurde der Zeichner Noboru Kawasaki für den Manga mit dem 14. Shōgakukan-Manga-Preis ausgezeichnet.

## Anime-Fernsehserie
Beim Studio Tatsunoko Production entstand unter der Regie von Hiroshi Sasagawa eine Adaption des Mangas als Anime für das japanische Fernsehen. Es war die erste Produktion des Studios, die auf einem Manga basierte. Die künstlerische Leitung lag bei Mitsuki Nakamura und Torao Arai, Designs entwarf Noboru Kawasaki selbst und für die Schlüsselbilder war Mao Lamdo verantwortlich. Die Hintergründe entstanden bei Studio Jack.
Die 104 Folgen mit je 30 Minuten Laufzeit wurden vom 4. Oktober 1970 bis zum 24. September 1972 von Fuji TV erstmals gezeigt. Die Folgen bestehen aus je zwei Geschichten, sodass auch 208 Episoden mit 15 Minuten Laufzeit angegeben werden. Sowohl spanische als auch italienische Synchronfassungen wurden von diversen Sendern mehrfach wiederholt und gezeigt, in Italien, Spanien, Chile und Mexiko.

### Synchronisation
| Rolle            | Japanische Stimme (Seiyū) |
| ---------------- | ------------------------- |
| Daizaemon Kaze   | Masako Nozawa             |
| Shirayuki-sensei | Haruko Kitahama           |
| Nyanko-sensei    | Kinya Aikawa              |
| Ogaki Kikuko     | Mari Okamoto              |

### Musik
Die Musik der Serie komponierte Katsuhiko Nakamura. Das Openinglied ist Daichan kazoe uta und für den Abspann verwendete man das Lied Inakappe Taisho, beide gesungen von Yoshimi Yoshida.